# 下加利福尼亞州
下加利福尼亞州（西班牙語：Baja California），簡稱下加州和北下加州，是墨西哥最靠近北邊的州。為了與位於下加利福尼亞半島南部的南下加利福尼亞州區分，又稱北下加利福尼亞州（Baja California Norte）。北面與美國加利福尼亞州接壤。首府墨西卡利，大城市包括蒂華納、羅薩里多、恩森那達、特卡特及圣昆丁。

## 歷史
人類最初在此出現是11,000年前。在欧洲人到来前，当地的居民主要是科奇米人（Cochimi）和玉曼人（Yuman）的一些印第安人。
1539年，西班牙殖民者弗朗西斯科·德·乌洛亚成为第一个踏足下加州半岛的欧洲人，他宣称半岛的东海岸是西班牙帝国的领土，并探索了西海岸。1690年代至1700年間西班牙人向加利福尼亞殖民，但由于地理环境闭塞加上自然环境恶劣，殖民者和贸易商对该地没有兴趣，只有少数传教士在此活动。
1773年，西班牙帝國的新西班牙總督轄區依據宗教與行政上的需求，將加利福尼亞半島及其北方沿海地區劃分為下加利福尼亞省與上加利福尼亞省，分界大致位於今日的美墨邊界。根據劃分安排，分界以北的傳教事務由方濟各會負責，分界以南則由道明會接管。此舉標誌著加利福尼亞地區在宗教管理上的首次制度化劃分，為後續的政治與行政發展奠定基礎。
1821年墨西哥独立，并开始接管前西班牙殖民机构，1824年下加利福尼亚成為墨西哥的一部分。1848年美墨戰爭后上加利福尼亞省成為美國的一部分，下加利福尼亚北部成为美墨贸易的中点。1930年下加利福尼亞分為南北兩個聯邦區。1952年北部建州。
由于美国加州的南部地区在一战后发展迅速，上加利福尼亚北部经济开始对这一地区服务，包括制造业等产业因为墨西哥劳动力远比美国廉价而搬迁到这里，蒂华纳和墨西卡利开始高速发展，从默默无闻的边贸小城成长为举足轻重的都会区，这导致了下加利福尼亚州人口激增。
1980年后，可卡因等药物滥用问题开始出现，下加州成为对美毒品走私的中转站，加上美国人为了规避国内法律而到这里赌博或买春，下加利福尼亚的治安状况开始恶化，最大城市蒂华纳成为墨西哥最危险的城市之一，平均每天6起谋杀案使这里入选全北美治安最恶劣的地区。